# ホテル・カリフォルニア (アルバム)
『ホテル・カリフォルニア』（Hotel California）は、1976年にリリースされた、ロックバンド、イーグルスの5作目のアルバム。同年度のグラミー賞最優秀レコード賞受賞作品。
アメリカレコード協会（RIAA）によりアメリカで3番目に売れたアルバムとして認定されている。

## 概要
当時のイーグルスは、1974年発表の『オン・ザ・ボーダー』からのシングル・カット曲「我が愛の至上（Best of My Love）」が初めて全米チャート第1位となった後、続く1975年発表の『呪われた夜』、1976年発表の『グレイテスト・ヒッツ 1971-1975』と、相次いで大ヒットを記録してアメリカを代表するロック・グループとなっており、次期作品に対しても優れた作品を求める期待を集めていた。このため、相当なプレッシャーから思うような曲作りが進まず、盟友であるJ.D.サウザーを呼び寄せてこの苦境を乗り越え、本アルバムの完成に至った。
サウンド面においては、それまでのカントリー色は希薄となり、ロック・テイストが強いものとなっている。歌詞については非常に奥深いものが多く、表題曲「ホテル・カリフォルニア」や、ダリル・ホール&ジョン・オーツを主人公イメージのモデルとしたとされる「ニュー・キッド・イン・タウン」や「駆け足の人生」「ラスト・リゾート」など、ウェストコースト・ロック界の凋落、ひいては商業主義化したロック界への皮肉、あるいは現代社会・都市社会の歪みへのアンチテーゼなどを言外に含み、意味深長な内容の楽曲が配置されている。
ビルボード誌のアルバム・チャートにおいて8週連続全米第1位、全英においても第2位を獲得し、1976年グラミー賞最優秀レコード賞を受彰、現在までに米国内で1,600万枚以上、全世界で3,200万枚以上を売り上げている。シングル・カットされた「ニュー・キッド・イン・タウン」及び「ホテル・カリフォルニア」も、全米ビルボードチャートで第1位を獲得している。
『ローリング・ストーン誌が選ぶオールタイム・ベストアルバム500』に於いて、37位にランクイン。
2017年11月24日、2枚組の『40周年記念エクスパンデッド・エディション』が発売された。ボーナスディスクとして、1976年10月20日から22日にかけて「The LA Forum」で行われた未発表ライブが収録された｡

## ジャケット・デザイン

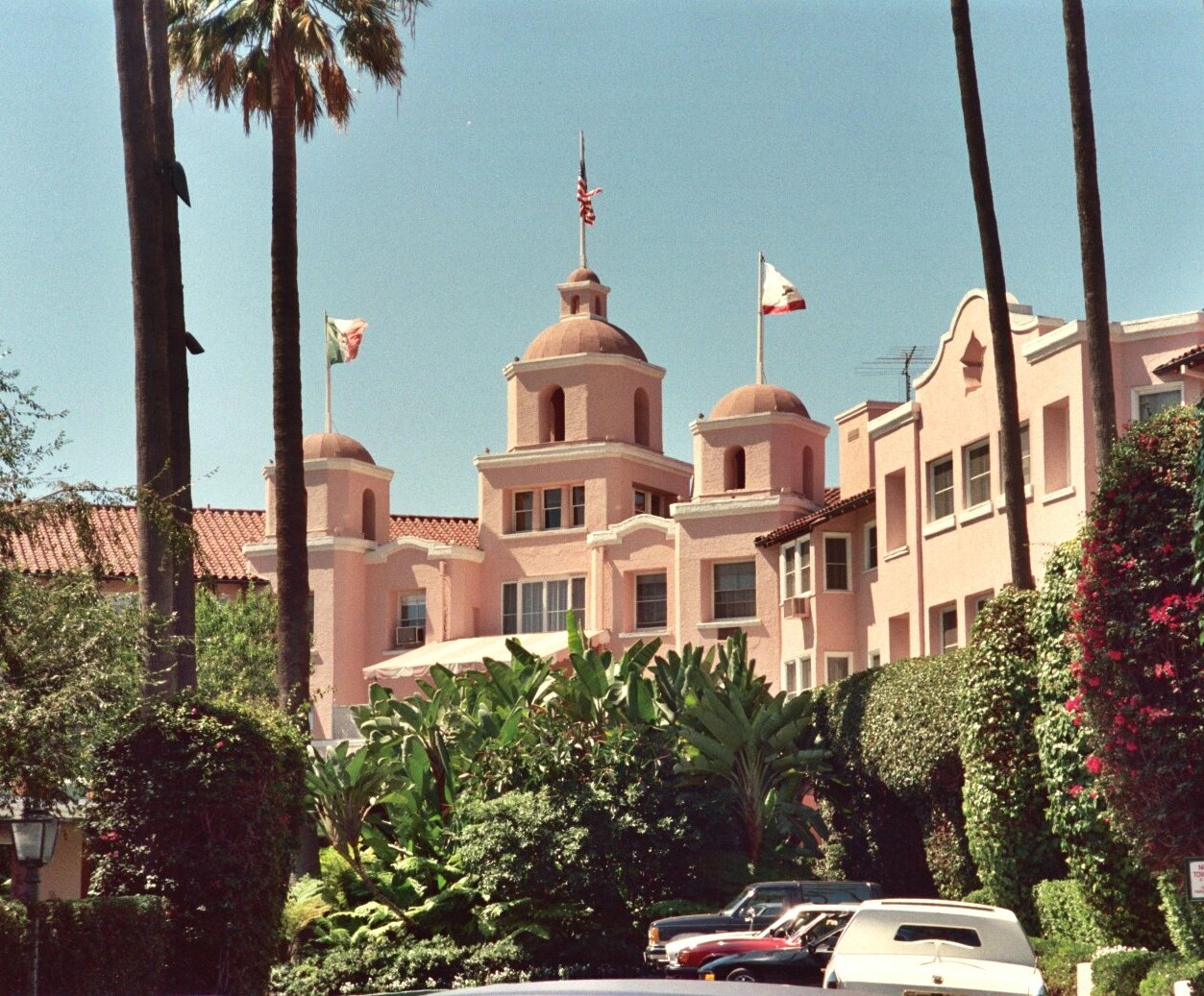
ビバリーヒルズ・ホテルの外観

本アルバムのジャケットの建造物は実在のホテルで、カリフォルニア州ロサンゼルス郡ビバリーヒルズ市所在でサンセット大通りに面している高級ホテル「ビバリーヒルズ・ホテル」（愛称：ピンク・パレス）である。本アルバム・ジャケットに用いられて以降、観光スポットともなった。また、ジャケット内面の写真には、夢と現実の落差を象徴する寂れた雰囲気を表現するため、「ビバリーヒルズ・ホテル」よりも格下の「リド・ホテル」の内装を撮影して用いた。現在、リド・ホテルは廃業し、賃貸アパートとなっている。

## 収録曲

### Side 1
1. ホテル・カリフォルニア - "Hotel California" - 6:30
2. ニュー・キッド・イン・タウン - "New Kid in Town" - 5:04
3. 駆け足の人生 - "Life in the Fast Lane" - 4:46
4. 時は流れて - "Wasted Time" - 4:55

### Side 2
1. 時は流れて（リプライズ） - "Wasted Time (Reprise)" - 1:22
2. 暗黙の日々 - "Victim of Love" - 4:11
3. お前を夢みて - "Pretty Maids All in a Row" - 4:05
4. 素晴らしい愛をもう一度 - "Try and Love Again" - 5:10
5. ラスト・リゾート - "The Last Resort" - 7:25

### 40周年記念エクスパンデッド・エディション・ボーナスディスク
1976年10月20日から22日にかけて「The LA Forum」で行われた未発表ライブ。
1. テイク・イット・イージー - "Take It Easy" - 4:47
2. テイク・イット・トゥ・ザ・リミット - "Take It to the Limit" - 5:18
3. ニュー・キッド・イン・タウン - "New Kid in Town" - 4:52
4. ジェームス・ディーン - "James Dean" - 3:49
5. 地獄の良き日 - "Good Day in Hell" - 5:28
6. 魔女のささやき - "Witchy Woman" - 4:20
7. ファンク 49 - "Funk #49" - 4:03
8. 呪われた夜 - "One Of These Nights" - 3:52
9. ホテル・カリフォルニア - "Hotel California" - 6:49
10. 過ぎた事 - "Already Gone" - 5:15

## パーソネル
イーグルス
- グレン・フライ - ギター、キーボード、ボーカル
- ドン・ヘンリー - ドラム、パーカッション、シンセサイザー、ボーカル
- ランディ・マイズナー - ベース、ボーカル
- ドン・フェルダー - ギター、ボーカル
- ジョー・ウォルシュ - ギター、キーボード、ボーカル

スタッフ
- ビル・シムジク - プロデューサー、ミキサー
- ジム・エド・ノーマン - ストリングス編曲、指揮者
- テッド・ジェンセン - マスタリング、リマスタリング
- デヴィッド・アレキサンダー - フロントカバー写真撮影
- ノーマン・シーフ - インナー特大ポスター写真
- ジョン・コッシュ - デザインアート[5]